# Seele, трон для души
«Seele, трон для души», также известный как «Сплетая историю» (яп. ゼーレ、魂の座, дословно — «Seele, место для души») — четырнадцатый эпизод аниме-сериала «Евангелион» от студии Gainax. Режиссёры — Масахико Оцука и Кен Андо, сценаристом — Хидэаки Анно. Эпизод был впервые показан 3 января 1996 года на TV Tokyo, набрав 0,9 % аудитории. В «Seele, трон для души» раскрываются новые сведения о Рей Аянами, пилоте Евангелиона-00. В её монологе и личности исследователи находят аспекты нигилизма и онтологии Жиля Делёза. В эпизоде присутствуют отсылки на христианство.
Первая половина эпизода представляет собой компиляцию клипов из предыдущих серий. На конференции комитета проекта совершенствования человечества руководитель агентства Nerv Гэндо Икари отрицает вторжение в штаб-квартиру одиннадцатого ангела Ируила. Происходит монолог Рей о природе собственного существования. Затем она успешно проходит тест на синхронизацию с Евой-01. Однако синхронизация Синдзи Икари с Евой-00 идёт не по плану, и робот выходит из-под контроля. В конце эпизода Рей на Еве-00 идёт по коридору с Копьём Лонгина.

## Сюжет
Первая половина эпизода представляет собой компиляцию клипов из предыдущих битв с ангелами в виде отчёта тайной организации Seele. Затем действия переходят в конференцию комитета проекта совершенствования человечества, где пять председателей обвиняют руководителя агентства Nerv Гэндо Икари в том, что он допустил проникновение одиннадцатого ангела Ируила в штаб-квартиру. Однако Гэндо отрицает это. Один из председателей, Кил Лоренц оставляет на нём всю ответственность, приказав действовать согласно предсказаниям свитков Мёртвого моря.
Во второй половине эпизода происходит монолог Рей Аянами о природе собственного существования. В нём она задаёт вопросы о людях и о себе. Затем она участвует в тесте синхронизации с Евой-01, которая проходит успешно. Однако синхронизация Синдзи Икари с Евой-00 идёт не по плану. Со стороны робота идёт вторжение его в психику. Ева-00 выходит из-под контроля. На аварийном питании она пытается пробить стекло, за которым стоит Рей, но отключается.
Главный научный сотрудник Nerv Рицуко Акаги не понимает причину такого поведения робота. Синдзи невредимый просыпается в больнице. Заместитель командующего Козо Фуюцуки сообщает Гэндо, что комитет проекта совершенствования человечества узнал о том, что одиннадцатый ангел всё же вторгся в штаб-квартиру. Гэндо говорит, что всё идёт по сценарию Seele, а инцидент с Евой-00 — пустяк. В конце эпизода Рей на Еве-00 идёт с Копьём Лонгина по коридору.

## Производство
В 1993 году Gainax опубликовала «Предложение» (яп. 企画書), презентационный документ о «Евангелионе», в котором тринадцатый эпизод носил название «Смертельная болезнь и» (яп. 死に至る病、そして). Согласно синопсису, Еву-01 спасают, а Синдзи познаёт настоящий страх и отчаяние. Тринадцатый, четырнадцатый и пятнадцатый эпизоды должны были представлять собой один связанный сюжет. Однако на этапе производства с тринадцатого началось расхождение с «Предложением». Первичные сюжеты тринадцатого, четырнадцатого и пятнадцатого эпизодов стали шестнадцатым эпизодом.
Режиссёрами «Seele, трон для души» являются Масахико Оцука и Кен Андо, сценаристом и раскадровщиком — Хидэаки Анно, главным аниматором — Кадзуя Цурумаки. Во вступительной музыкальной теме эпизода использована песня «A Cruel Angel’s Thesis» в исполнении Ёко Такахаси, а в заключительной — одна из версий песни «Fly Me to the Moon» (в каждой серии используется своя версия этой композиции).
Одно из названий эпизода, «Сплетая историю», связано с тем, что в нём использована компиляция кадров предыдущих эпизодов. Первая половина «Seele, трон для души» лишена фоновой музыки, используются только звуки взрывов и боёв, а также надписи.

## Темы и отсылки

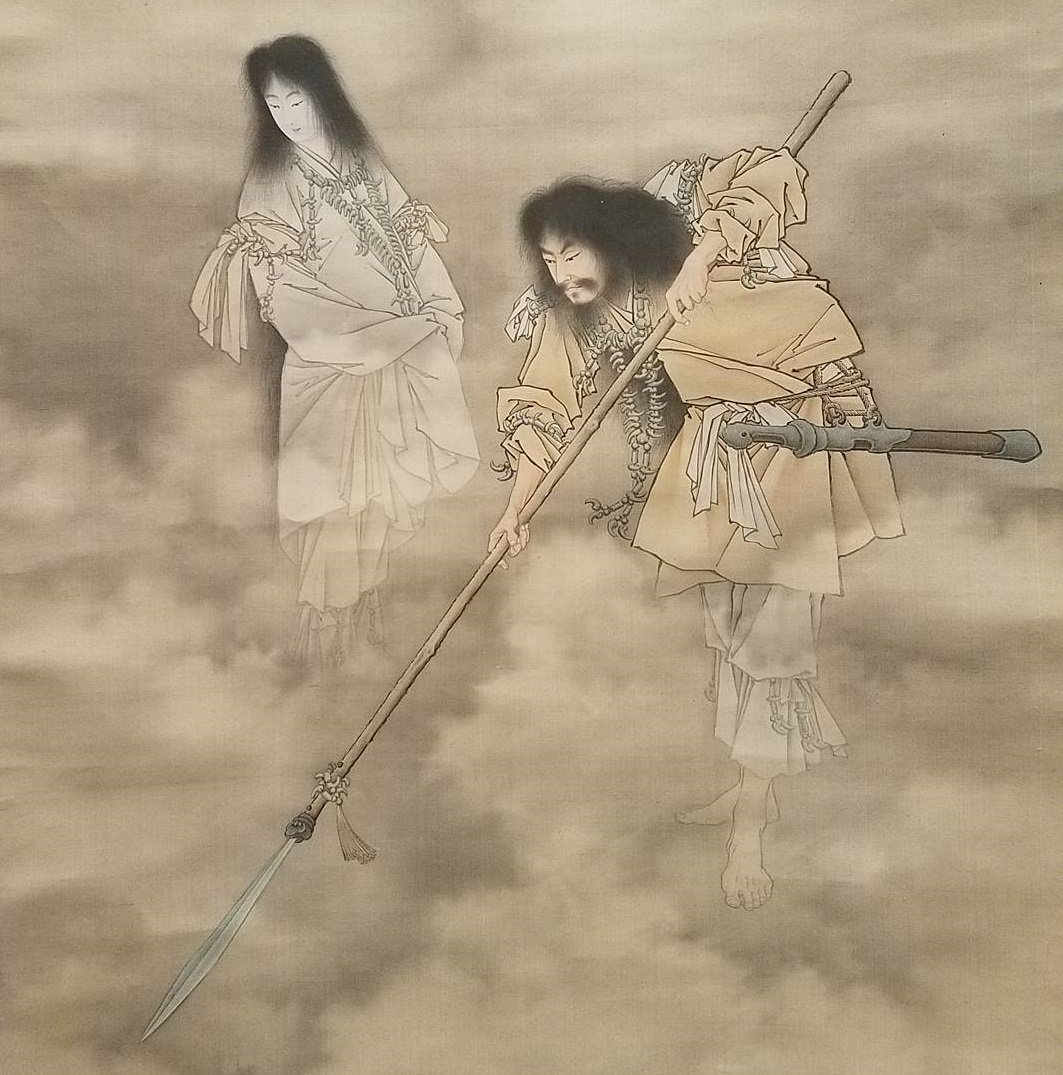
Аменонухоко

Основной темой «Seele, трон для души» является раскрытие персонажа Рей через её монолог. Её личность содержит в себе аспекты других персонажей, без которых она не может полностью функционировать.
По мнению писателя Денниса Редмонда, фраза Рей «Кто я?» во время монолога является отсылкой к пьесе Хайнера Мюллера 1973 года «Germania Death in Berlin». Редмонд отметил, что изображения, появляющиеся на экране во время монолога, и слова самого монолога относятся к широкому спектру тем: восточноазиатская мифология (упомианние неба и гор отсылает к созданию Сунь Укуна союзом Неба и Земли), фотографии и рисунки (схожие со стилем Винсента Ван Гога), связанные с кровью тропы (красное небо, красная земля и тд.) и создания человека (города, Евы, дети). По мнению доктора философии Габриэля Фань Ю Цана, монологи персонажей к концу сериала стали нигилистическими, а герои, отрицая свою личную ценность, исследуют пустоту и бессмысленность. Монолог Рей, согласно терминологии Иммануила Канта, трансцендентальный, её исследование о природе личности ни к чему не приводит.
Исследователь Андреу Баллуса и доктор философии Альба Торрентс находят в эпизоде элементы онтологии Жиль Делёза. По их мнению, многочисленные стоящие в ряд Рей — воплощения Рей в разных ролях в жизни (клон матери Синдзи Юи Икари, компаньон Синдзи, носитель души Лилит и тд.). Каждое последующее воплощение более первоначальное, чем предыдущее, но менее первоначальное, чем последующее. Личность Рей, подобно ризоме, нестабильна и постоянно находится в процессах детерриторализации и ретерриторализации. Эту сцену Редмонд сравнил с клонами и андроидами, которые характерны для научной фантастики 1970-х годов.
Редактор манги «Новый век: Евангелион» Карл Густав Хорн связал высказывание Рей в эпизоде, что контактная капсула — трон души, с концепцией Сфирота из каббалы. Редмонд назвал эту фразу ироничным отрицанием «бездушных» действий Seele. Доцент кафедры философии Университета штата Пенсильвания Мариана Ортега отметила, что в эпизоде Аска Лэнгли Сорью сравнивает Еву-01 с материнской грудью, а контактную капсулу — с утробой.
В «Seele, трон для души» впервые упоминаются свитки Мёртвого моря — документы, принадлежащие тайной организации Seele, с предсказаниями последующих событий во вселенной сериала. Они являются отсылкой к настоящим одноимённым манускриптам, обнаруженных в 1947 году в пещерах Кумрана на побережье Мёртвого моря. В эпизоде упоминается Копьё Лонгина, являющиеся отсылкой к одноимённому копью, которым было пронзено подреберье Иисуса Христа во время его распятия. Исследователь японской поп-культуры Патрик Дразен сравнил Копьё Лонгина из сериала с Аменонухоко, оружием синтоистских божеств Идзанаги и Идзанами.

## Показ и критика
«Seele, трон для души» впервые был показан 3 января 1996 года на TV Tokyo, набрав 0,9 % аудитории.
Акио Нагатоми из the Animé Café назвал «Seele, трон для души» не захватывающим, но важным по содержанию эпизодом, похвалив его за появившиеся ключевые события предыдущих серий. Монолог Рей но охарактеризовал удивительным и прозаичным. Редактор Film School Rejects Макс Ковилл поставил «Seele, трон для души» на 25-е место в своём рейтинге эпизодов «Евангелиона». Он сказал, что эпизод пострадал из-за экономии денег и времени: повторное использование кадров, неподвижные изображения во время диалогов, применение панорамирования для увеличения времени. Он считает, что при просмотре сериала «Seele, трон для души» можно воспринимать как филлер без особо дополнительной информации. По мнению Джоэла Каннингема из Digitally Obsessed, «Seele, трон для души» хорошо отвечает на некоторые вопросы, не отвечая ни на какие. Он назвал эпизод слабым, так как его первая половина является кратким изложением предыдущих серий. Редмонд назвал появляющиеся изображения во время монолога Рей удивительно красивой последовательностью сновидений. Юитиро Огуро из style.fm похвалил режиссуру, назвал первую половину эпизода напряжённой, а сам эпизод вершиной стиля сериала.

## Продукция
«Seele, трон для души» был включён в DVD-сборники «Second Impact Box» Gainax и «Евангелион. Том 3 серии 14―20» российской компанией MC Entertainment, выпущенные в феврале 2001 и 30 августа 2005 года соответственно. Эпизод вошёл в Blu-ray-сборник «Neon Genesis Evangelion Blu-ray BOX», выпущенный японской компанией King Records 26 августа 2015 года. Японская компания Movic выпустила футболки, основанные на эпизоде.

### Комментарии
1. ↑  Проект совершенствования человечества 	— проект тайной организации Seele по возвращении человечества к прежнему состоянию бытия, в котором отсутствует индивидуальность и эго, путём объединения всех душ в одну[4][5].
2. ↑  an astonishingly beautiful dream-sequence

### На японском языке
- Evangelion Chronicle (яп.). — DeAgostini, 2010. — Vol. 10.
- Evangelion Chronicle (яп.). — DeAgostini, 2010. — Vol. 19.
- Evangelion Chronicle (яп.). — DeAgostini, 2010. — Vol. 26.
- Evangelion Chronicle (яп.). — DeAgostini, 2010. — Vol. 45.
- Neon Genesis Evangelion Film Books (яп.). — Kadokawa Shoten, 1996. — Vol. 5.
- Gainax. Neon Genesis Evangelion Newtype 100% Collection = 新世紀エヴァンゲリオン NEWTYPE 100％ COLLECTION (яп.). — Kadokawa Shoten, 1997. — ISBN 4-04-852700-2.

### На других языках
- Ballús A., Torrents A. G. Evangelion as Second Impact: forever changing that which never was (англ.) // Mechademia. — 2014. — Vol. 9. — P. 283—293. — doi:10.1353/mec.2014.0014.
- Drazen P. Anime Explosion!: The What? Why? and Wow! of Japanese Animation (англ.). — Stone Bridge Press, 2014. — 387 p. — ISBN 978-1-61172-013-6.
- Fujie K., Foster M. Neon Genesis Evangelion: The Unofficial Guide (англ.). — Tokyo: DH Publishibg, 2004. — 188 p. — ISBN 9780974596143.
- Iglesias S. J., Baena S. A. Objecthood at the End of the World: Anime’s Acting and its Ecological Stakes in Neon Genesis Evangelion // Anime Studies: Media-Specific Approaches to Neon Genesis Evangelion (англ.). — Stockholm: Stockholm University Press, 2021. — 394 p. — doi:10.16993.
- Ortega M. My Father, He Killed Me; My Mother, She Ate Me: Self, Desire, Engendering, and the Mother in "Neon Genesis Evongelion" (англ.) // Mechademia. — 2007. — Vol. 2. — P. 216—232. — ISBN 978-0-8166-5266-2. — doi:10.1353/mec.0.0010. — JSTOR 41503739.
- Redmond D. The World is Watching: Video as Multinational Aesthetics, 1968–1995 (англ.). — Southern Illinois University Press, 2004. — 202 p. — ISBN 9780809325351.
- Tsan F. Y. G. Beyond 2015: Nihilism and Existentialist Rhetoric in Neon Genesis Evangelion (англ.) // Journal of International and Advanced Japanese Studies. — 2016. — February (vol. 8). — P. 35—43.